# Villa Sant'Elia
Villa Mimosa, anche nota come Villa Sant'Elia, è un edificio storico di Sassari, edificata agli inizi del Novecento (tra il 1911 e il 1913) come residenza aristocratica suburbana.
In origine completamente isolata e dominata da una piccola altura, quando ormai la città si era estesa nelle "appendici", nei pressi di piazza d'Armi (Via Alghero-Via IV Novembre). Fu poi inglobata completamente negli anni fino a diventare parte integrante della città, anche se il rapporto con lo spazio circostante è in riferimento a uno stile più aristocratico che borghese.

## Storia
Villa Mimosa fu commissionata dal conte Gaspare Arborio Mella di Sant'Elia, personaggio politico facente parte della nobiltà sarda, che era già proprietario nel cuore dell'antica Sassari di una seicentesca casa patrizia con facciate poste in Piazza Tola e Piazza Nazario Sauro.
Il progetto della costruzione fu affidato al piemontese Giulio di Suni della Planargia, anch'egli proveniente da una nobile famiglia sassarese, negli anni 1911-1912.
Il conte edificò Villa Sant'Elia per la celebrazione della giovane sposa argentina Josephine, regina senza rivali degli intrattenimenti fiabeschi che si consumavano tra le eleganti stanze all'interno e il delizioso giardino.
Il nome "villa Mimosa" le fu dato dalla contessa Josephine, in ricordo di un episodio in cui il barone Don Gaspare Arborio Mella dei conti di Sant'Elia le regalò un mazzo di mimose prima di partire col treno che la portava all'imbarco a Genova.
Morto il conte Gaspare (il 23 luglio 1934), la vedova trascorse frequenti soggiorni, a Viareggio, dove acquistò una nuova villa; anche se da testimonianze di nipoti di Josephine, risulta che la baronessa abbia preferito concludere la sua profumata esistenza proprio a Sassari.
Fino alla seconda guerra mondiale l'edificio rimase nelle mani dell'originaria famiglia proprietaria, ed era principalmente utilizzato come luogo di incontro dell'aristocrazia per trattare di problemi comuni o per diletto.
Negli anni che seguirono il complesso di "Villa Mimosa" fu utilizzata come abitazione privata dei proprietari, finché nel 1985 l'Associazione degli Industriali di Sassari ha scelto l'immobile per destinarlo a propria sede con funzioni di rappresentanza. Ciò ha permesso di rivitalizzare il giardino.
Villa Sant'Elia è stato dichiarato monumento nazionale nel 1976 e rimane sotto la tutela della Soprintendenza per i beni Architettonici, paesaggistici, storico, artistici, etnoantropologici delle provincie di Sassari e Nuoro.

### Incidente durante la costruzione
Alle 19 di venerdì 13 settembre 1912, l'edificio era ancora in costruzione. Cinto da impalcature e incompleto, sei operai compreso il capomastro lavoravano su un ponteggio, a 18 metri di altezza, intenti a terminare alcune decorazioni. Altri sei operai invece portavano a spalla, al livello superiore, un segmento di cornicione in cemento per metterlo in posa. Il ponteggio cedette il cornicione trascinò di sotto i suoi portatori e travolse gli altri sei sottostanti, facendoli precipitare tutti. Trovarono la morte in tre e nove rimasero feriti, di cui uno grave. 
In quella tragedia morirono sia maestranze piemontesi che sassaresi: il capomastro Ettore Bertola, 33 anni, un suo nipote e garzone del cantiere, Luigi Ferraro (di 14 anni), entrambi torinesi, e il muratore sassarese Marcellino Brangi, 47 anni.

## Descrizione

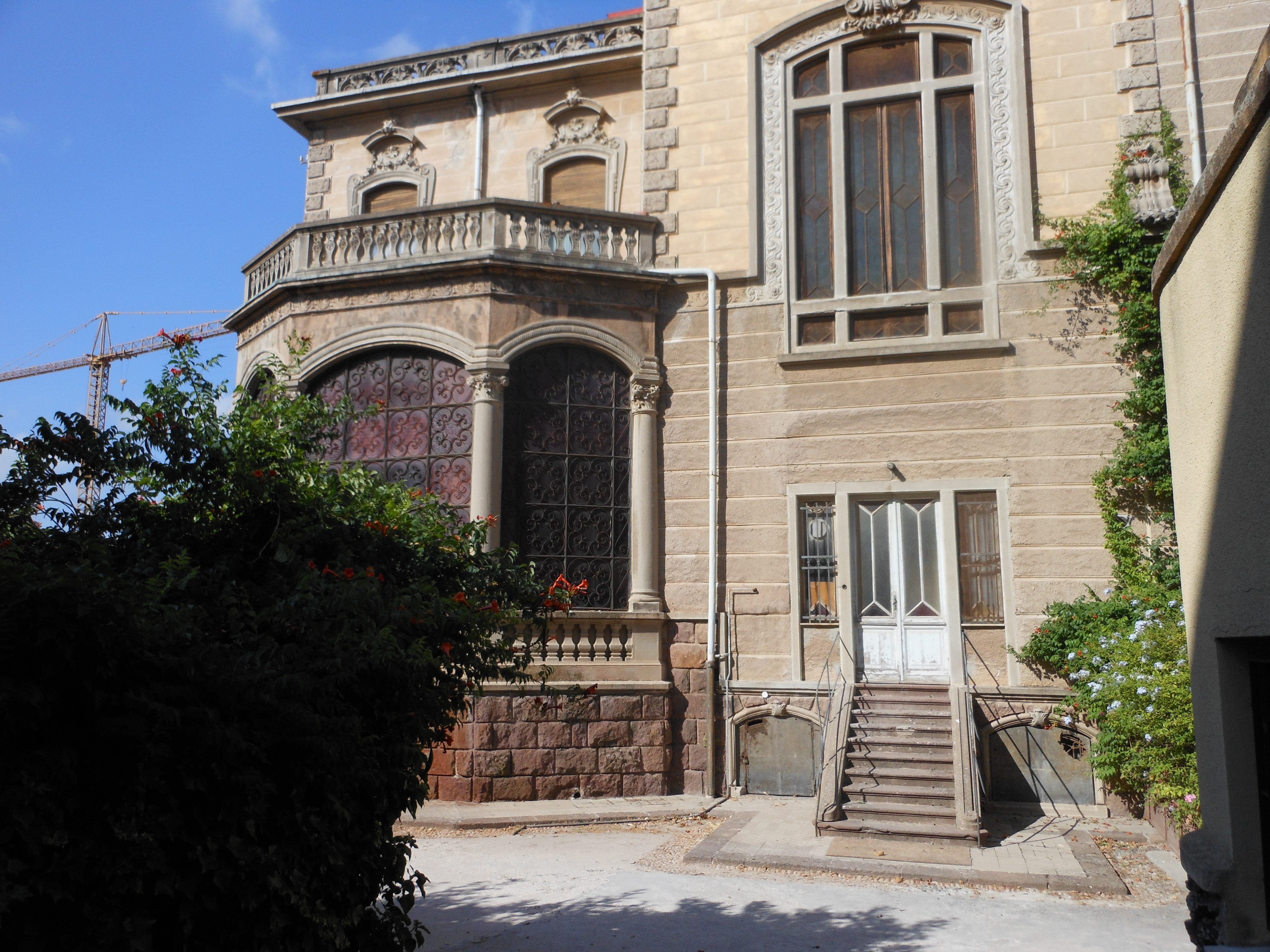
Villa La Mimosa

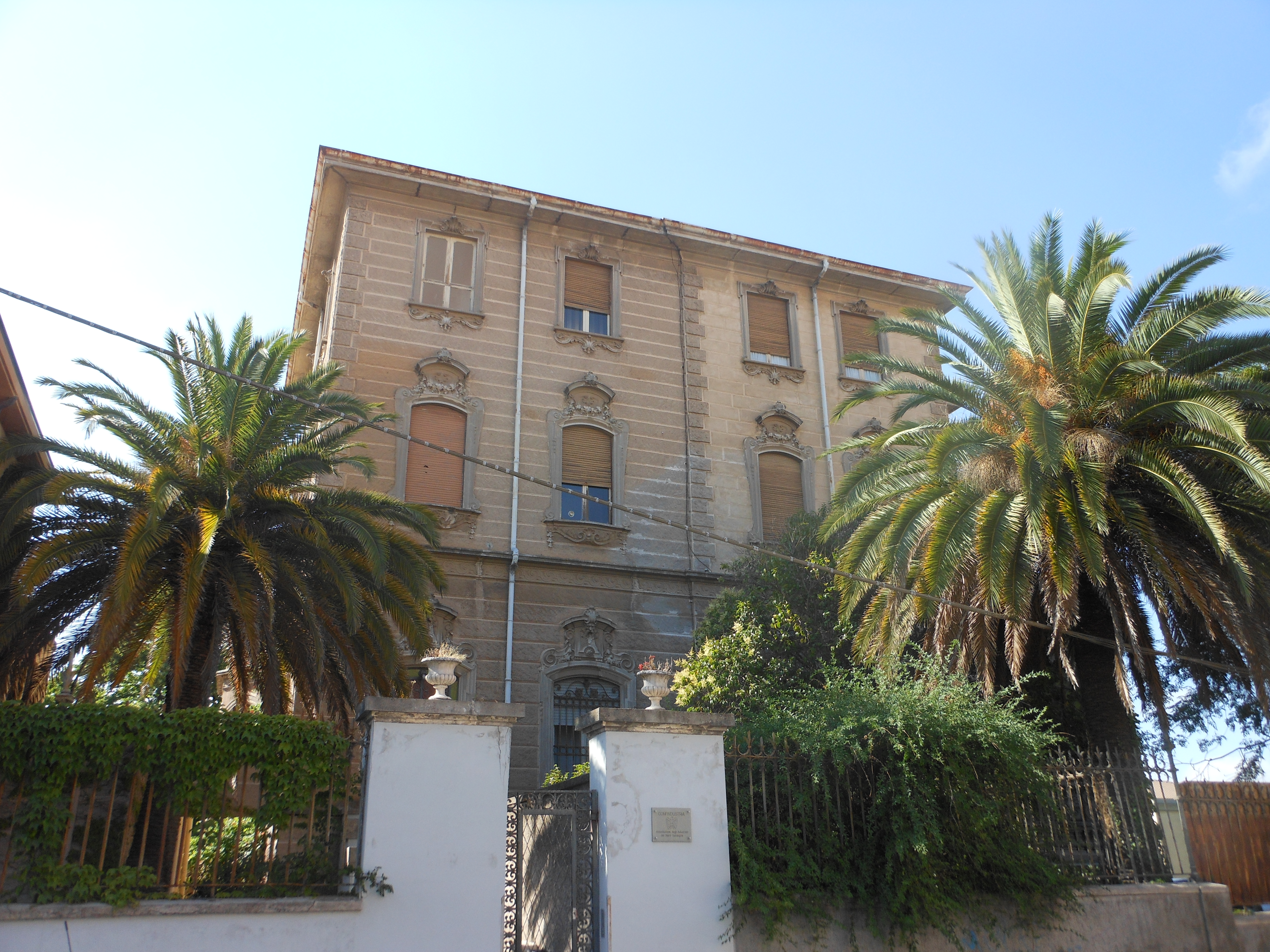
Villa La Mimosa

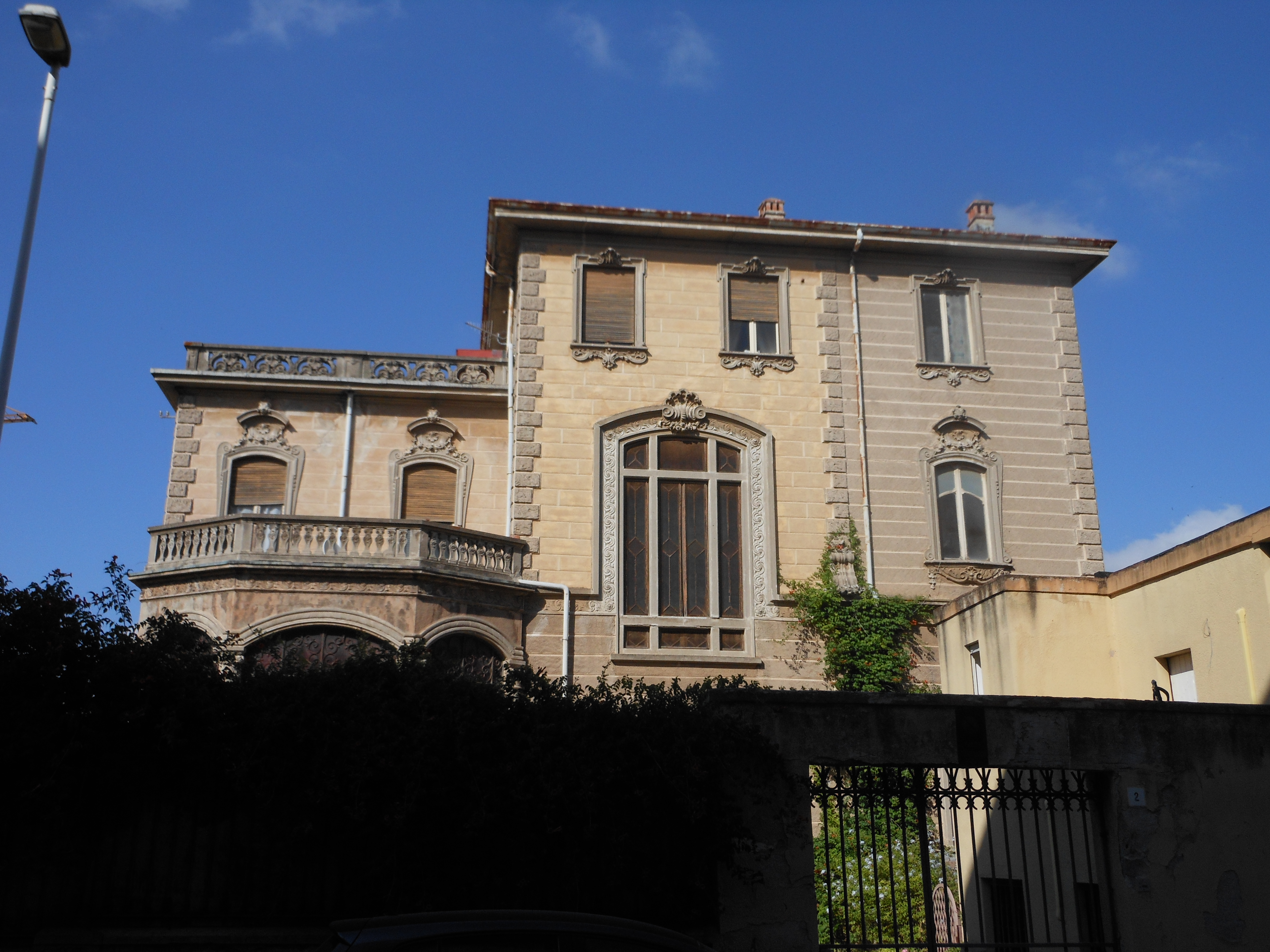
Villa La Mimosa

Villa Sant'Elia è un edificio scenografico e raffinato di ascendenza rococò piemontese (ad eccezione delle logge e delle terrazze). Preceduto da un'ampia scalinata, si struttura su tre livelli con l'aggiunta di scantinato e magazzino per un totale di 1200mq, ed è circondato da un parco di circa 1 ettaro (150 X 65 metri) dove sono presenti vialetti che costeggiano le aiuole. I gradini della scala non sono rettilinei ma curvilinei e accompagnati ai lati da una decorazioni costituite da grandi volute percorse in lunghezza da trionfi di frutti ed elementi fitomorfi che nel complesso ricordano le cornucopie. Un Particolare decorativo della scala di accesso a Villa Sant'Elia è il draghetto stilizzato in metallo che sorregge una sfera di vetro fungendo da lampada è un chiaro richiamo all'arte giapponese che ha influenzato lo stile Liberty anche se l'opera meriterebbe di essere restaurata.
Sul lato destro del piccolo atrio porticato, chiuso da vetrate colorate e da grate in ferro battuto che ripetono un motivo astratto floreale, è scolpito, nel sommo dell'arco ribassato, lo stemma della famiglia Arborio Mella dei Conti Sant'Elia. Lo stesso stemma è presente anche sull'arco di ingresso dell'atrio. Nel fregio che corre sopra lo stemma, il motivo decorativo che riproduce le onde del mare, parte del repertorio iconografico stilizzato tipico dello stile Liberty.
La struttura è costituita dall'edificio principale a cui si accostano le case che erano riservate ai domestici e ai custodi. La facciata della Villa è asimmetrica e spicca la torretta belvedere aperta a loggia superiormente. Anche la balaustra della scala di accesso alla Villa segue un andamento curvilineo. Lungo tutto il perimetro dell'edificio corre un alto zoccolo costituito da bugnato rustico in trachite.
Tra gli elementi decorativi ricordiamo quelli delle finestre: un mascherone tra volute, trionfi di frutti e motivi fitomorfi che richiamano gli ornamenti della scala di accesso alla Villa. L'architrave della finestre è curvilineo. Alcuni elementi fitomorfi ricordano quelli presenti nelle decorazioni di Casa Cugurra in via Roma a Sassari (1890 ca.).

### Giardino
Un sentiero si snoda da un pergolato e porta ad un gazebo di ferro battuto , preceduto da due statue di leoni.
All'interno del parco:
- 4 palme nel parco centrale.
- Albero- botte originario del sud America.

Nel giardino sono da menzionare due statue che sono l'allegoria della dea Diana (dea della caccia), e della Primavera concepite secondo la seduzione dello stile Liberty.
La caratteristica famosa di questa villa erano le macchie giallo intenso delle mimose(da qui il nome "Villa Mimosa") che si sono ridimensionate nel corso degli anni per evidenziare le fioriture rosee delle rose e delle camelie.

## Villa gemella
Insieme a Villa Mimosa il primogenito fratello di Alberto, Luigi, fece edificare una villa gemella ad Alghero conosciuta più comunemente oggi come albergo di “Villa las tronas”. Ricca costruzione nota in tutto il mondo e catalogata come “uno dei mille luoghi da vedere prima di morire “ dal New York Times.

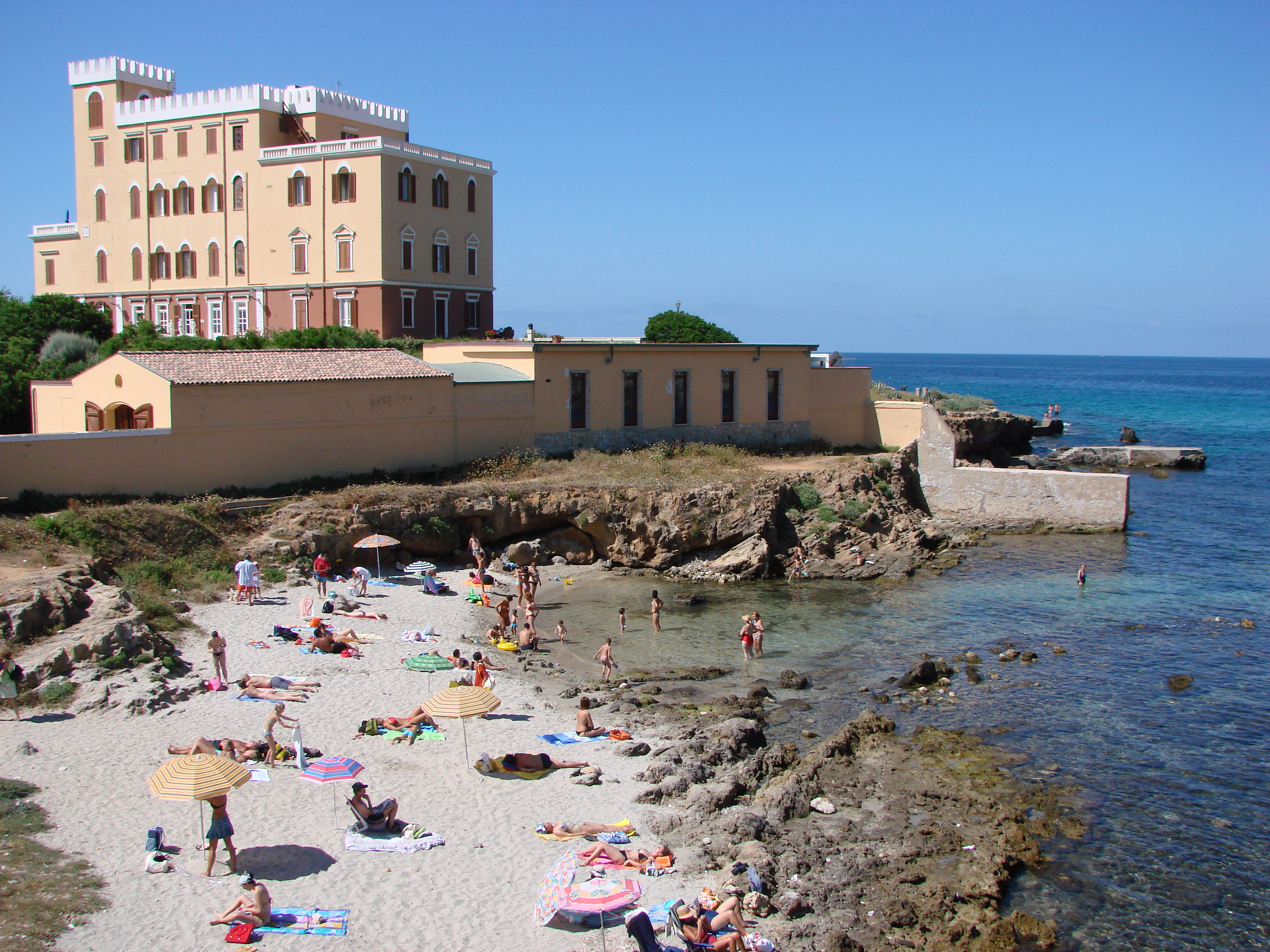
Spiaggia e Villa Las Tronas